# Entre tus brazos
Entre tus brazos è l'ottavo album in studio del cantante messicano Alejandro Fernández, pubblicato il 25 aprile 2000 dalla Epic Records e Sony Discos.

## Tracce
1. Háblame – 4:28 (Shakira Mebarak)
2. Quisiera – 4:04 (Kike Santander)
3. Estás aquí – 4:52 (Kike Santander)
4. Quiéreme – 4:52 (Randall Barlow, Angie Chirino, George Noriega)
5. Si te vas – 4:01 (Kike Santander)
6. Nunca me arrepiento – 3:28 (Emilio Estefan)
7. Agua de mar – 4:52 (Kike Santander)
8. Siento – 3:54 (Roberto Blades, Jorge Casas, Angie Chirino, Emilio Estefan)
9. Entre tus brazos – 4:28 (Ximena Díaz, Jorge Estrada, Alejandro Fernández)
10. No será igual – 4:32 (Kike Santander)
11. Cada mañana – 3:21 (Francisco Céspedes)
12. Te Llevo Guardada – 4:12 (Kike Santander)
13. Enséñame – 3:58 (Kike Santander)

## Classifiche
| Classifica (2000) | Posizione massima |
| ----------------- | ----------------- |
| Stati Uniti       | 144               |